# جو غولدينج
جو غولدينج (بالإنجليزية: Joe Golding)‏ هو لاعب كرة قدم أمريكية أمريكي، ولد في 26 مارس 1921 في يوفاولا في الولايات المتحدة، وتوفي في 26 ديسمبر 1971 في موسكوجي في الولايات المتحدة.